# Sarkophag des Walter von Pontoise

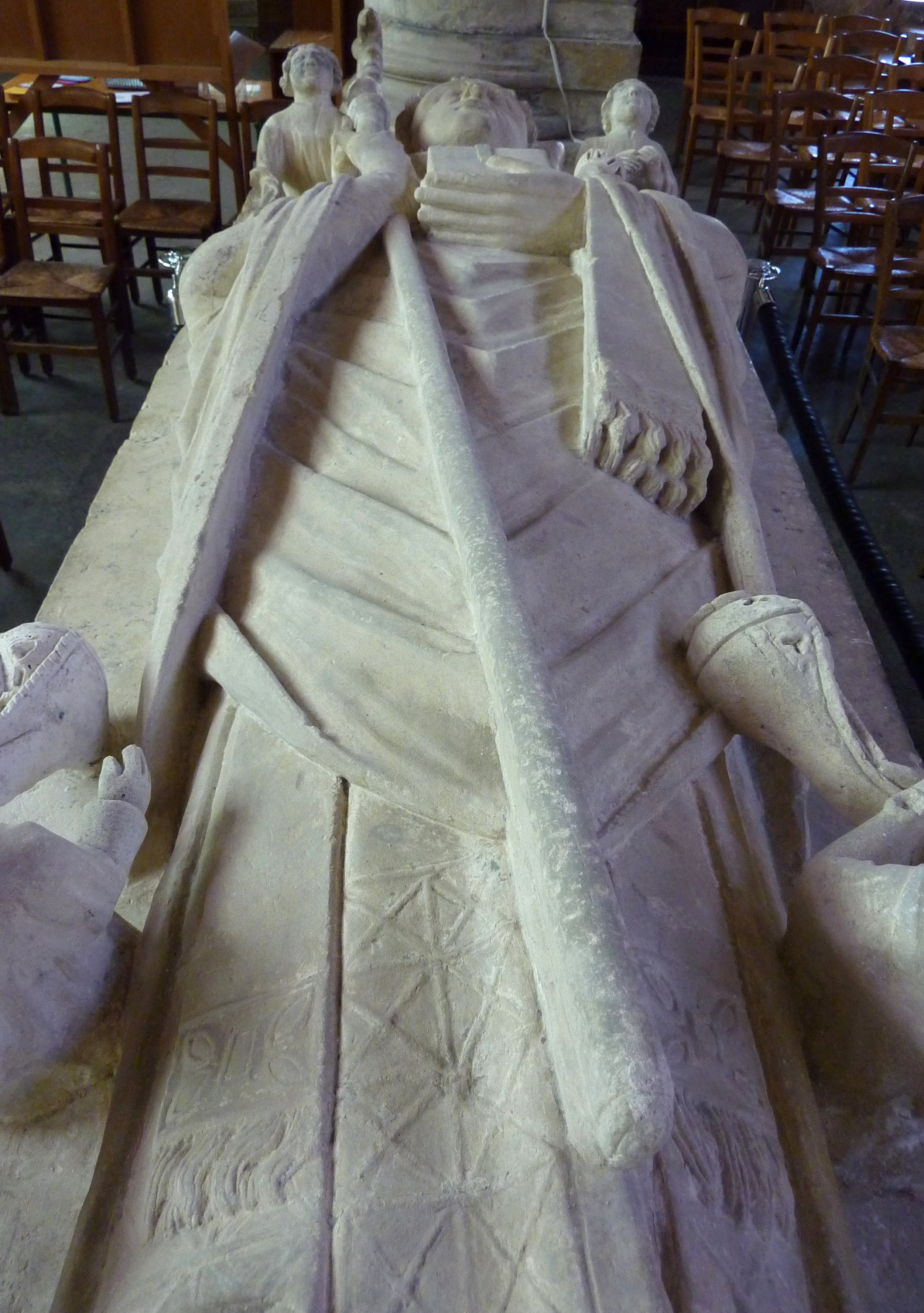
Sarkophag von Walter von Pontoise in der Kirche Notre-Dame in Pontoise

Der Sarkophag des Walter von Pontoise ist ein Sarkophag aus dem 12. Jahrhundert, der sich heute in der Kirche Notre-Dame in Pontoise, einer Gemeinde nordwestlich der französischen Hauptstadt Paris, befindet. Der Sarkophag ist seit 1907 als Monument historique in die Liste der denkmalgeschützten Objekte (Base Palissy) in Frankreich aufgenommen.

## Geschichte

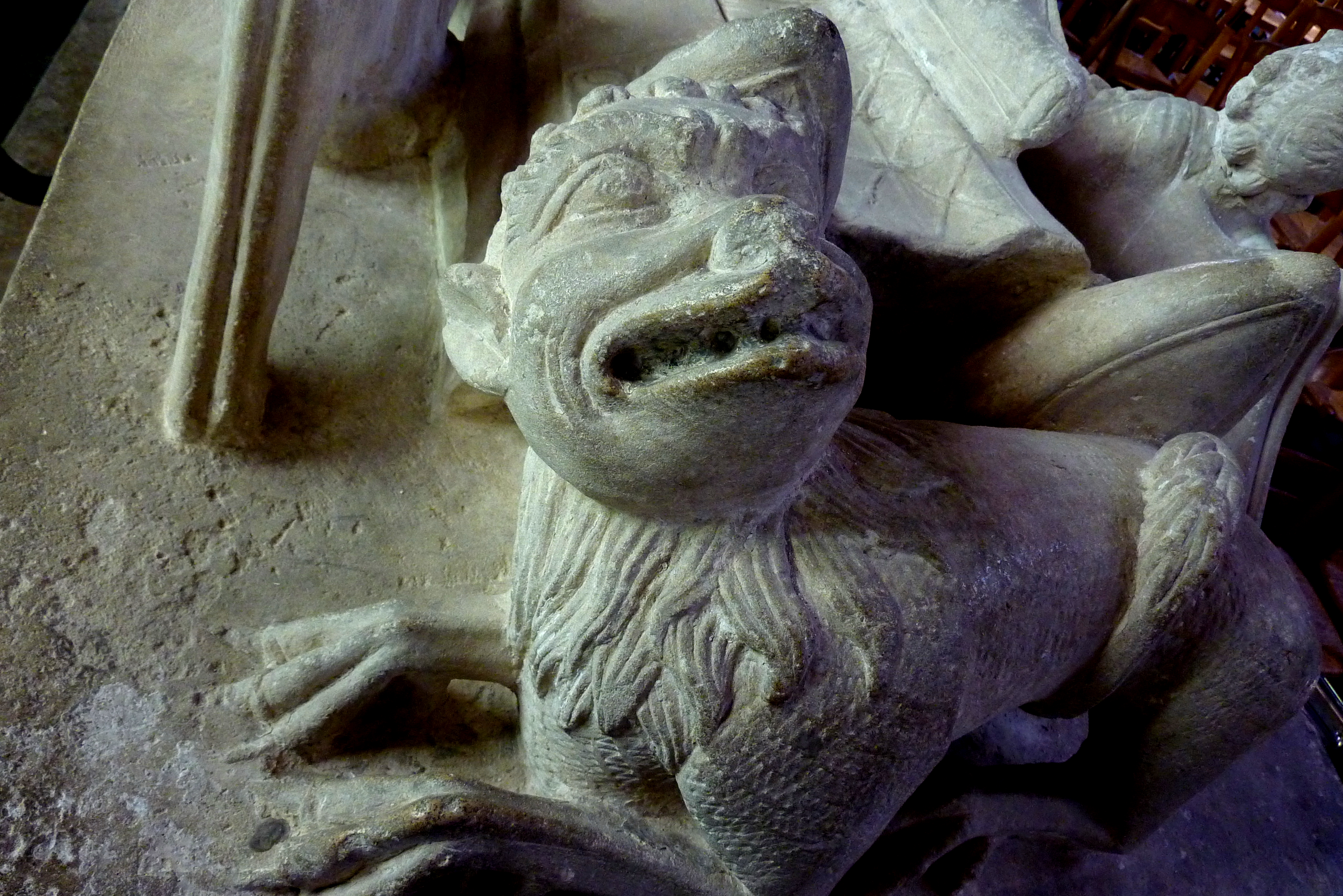
Drache am Fuße des Heiligen

In dem Sarkophag aus Kalkstein befanden sich ursprünglich die sterblichen Überreste des Walter von Pontoise, der 1153 heiliggesprochen wurde. Walter war der erste Abt von Saint-Martin in Pontoise, einem Kloster, das während der Revolution zerstört wurde. Anlässlich der Heiligsprechung von Walter von Pontoise wurde der Sarkophag gefertigt und in der Kirche des Klosters Saint-Martin aufgestellt. Nach der Revolution kam er in die Kirche Notre-Dame und blieb dadurch für die Nachwelt erhalten.

## Beschreibung
Der Sarkophag ist wie ein Reliquienschrein geschaffen. Deshalb hat er vier durchsichtige Bleiglasfenster in Form von Vierpässen, damit die Wallfahrer die Reliquie sehen konnten. Die skulptierten Personen an den zwei Längsseiten stellen die Heiligen Drei Könige und die Äbte bzw. Bischöfe dar, die zur Heiligsprechung des Walter von Pontoise beigetragen haben. Die lebensgroße Figur des Heiligen mit Abtsstab auf der Oberseite wird von vier weihrauchschwenkenden Engeln gerahmt. Zu seinen Füßen liegt ein Drache.